# Berlino Ovest

La Berlino occupata

Berlino Ovest (in tedesco Berlin (West); in Germania Est Westberlin) fu un'exclave della Germania Ovest nel territorio della Germania Est durante tutto il periodo di esistenza giuridica di quest'ultima tra il 1949 e il 1990.
La sua distanza minima dal confine tra le due Germanie era di circa 160 km e aveva un'estensione di 479,9 km², dovuta all'accorpamento di tre dei quattro settori (quello inglese, francese e statunitense) in cui, alla fine della seconda guerra mondiale, fu suddivisa Berlino dalle quattro potenze vincitrici, mentre quello occupato dall'Unione Sovietica fu noto con il nome di Berlino Est e divenne la capitale della Repubblica Democratica Tedesca.
Dal 13 agosto 1961 al 9 novembre 1989 le due Berlino furono separate fisicamente da un muro eretto dalla Germania Est per mettere un freno alle defezioni dal proprio Paese. Quasi un anno dopo la caduta del muro, il 3 ottobre 1990, le due città ridivennero un'entità amministrativa unica, a seguito della riunificazione delle due Germanie. Al culmine della guerra fredda, nel 1968, Berlino Ovest contava 2 202 000 abitanti, che ne facevano la città tedesca da ambo i lati della cortina di ferro con il maggior numero di residenti.
Essendo, dal punto di vista geopolitico, l'unico avamposto occidentale nel territorio del Patto di Varsavia negli anni della guerra fredda (nonché, più in generale, l'unica exclave di uno dei due grandi blocchi di tale periodo all'interno dell'area di influenza dell'altro), Berlino Ovest si guadagnò una notevole rilevanza politica (fu meta di una visita ufficiale del presidente statunitense John F. Kennedy nel 1963, divenuta celebre per la sua frase in tedesco Ich bin ein Berliner) e culturale: non pochi romanzi e racconti di spionaggio dell'epoca furono infatti ambientati a Berlino in ragione della presenza in tale città di agenti segreti di entrambe le Germanie e del Checkpoint Charlie, posto di blocco sulla Friedrichstraße che costituiva il confine geografico tra Germania Ovest e Germania Est e, per estensione, quello politico tra i due blocchi contrapposti, che nella realtà e nella finzione narrativa fu teatro di fughe o tentativi di fuga e scambi di spie prigioniere delle opposte frazioni.

## Origini
Gli accordi di Potsdam del 1945 stabilirono il quadro giuridico per l'occupazione della Germania alla fine della seconda guerra mondiale. Secondo gli accordi, la Germania sarebbe rimasta formalmente sotto l'amministrazione dei quattro maggiori alleati di guerra, gli Stati Uniti, il Regno Unito, la Francia e l'Unione Sovietica, fino a quando si fosse stabilito un governo tedesco accettabile per tutte le parti. Il territorio della Germania sarebbe stato ridotto di circa il 25% rispetto ai confini del 1919 privandolo dei territori della Germania orientale, identificati come ex territori orientali della Germania. Il territorio rimanente sarebbe stato diviso in quattro zone, ognuna amministrata da uno dei paesi alleati. Berlino, che era circondata dalla Zona di occupazione sovietica, di recente costituzione nella Germania centrale, sarebbe stata divisa allo stesso modo, con gli alleati occidentali che avrebbero occupato una enclave costituita dalle parti occidentali della città. Secondo l'accordo, l'occupazione di Berlino sarebbe finita solo come risultato di un accordo tra i quattro alleati. Agli alleati occidentali furono garantiti tre corridoi aerei per i rispettivi settori di Berlino, e i sovietici, in modo informale, consentirono l'accesso stradale e ferroviario tra Berlino Ovest e la parte occidentale della Germania.
All'inizio questo accordo aveva il solo scopo di creare una struttura amministrativa provvisoria, con tutte le parti d'accordo nel dichiarare che la Germania e Berlino si sarebbero presto riunite. Tuttavia, quando i rapporti tra gli alleati occidentali e l'Unione Sovietica si deteriorarono, dando inizio alla guerra fredda, la gestione congiunta della Germania e di Berlino venne meno. Ben presto la Berlino occupata dai sovietici e quella occupata dagli occidentali ebbero amministrazioni cittadine separate. Il 24 giugno 1948, i sovietici cercarono di forzare gli alleati occidentali ad abbandonare la città, imponendo un blocco di terra sui settori occidentali tagliando tutti i collegamenti stradali e ferroviari. Gli alleati occidentali risposero utilizzando i corridoi aerei per rifornire la loro parte di città di cibo e altri beni attraverso un ponte aereo che durò 462 giorni. A mezzanotte del 12 maggio 1949 i sovietici misero fine al blocco, e Berlino Ovest rimase una città separata con una propria giurisdizione. Nel 1949 dalle ceneri della Germania occupata erano nati due nuovi Stati, la Repubblica federale di Germania ad Ovest e la Repubblica Democratica Tedesca (DDR) ad Est, con Berlino Ovest, un'enclave circondata dalla DDR.

## Status giuridico
Secondo la teoria del diritto seguita dagli Alleati occidentali, l'occupazione di gran parte della Germania si concluse nel 1949 con la nascita della Repubblica federale di Germania (23 maggio 1949) e della Repubblica democratica tedesca (7 ottobre 1949). Tuttavia, dato che l'occupazione di Berlino poteva essere conclusa solo da un accordo a quattro, Berlino rimase un territorio occupato sotto la sovranità formale degli alleati. La costituzione della Repubblica federale (Grundgesetz) non era, pertanto, pienamente applicabile a Berlino Ovest.
Il 4 agosto 1950 il parlamento di Berlino Ovest approvò la nuova costituzione (Verfassung von Berlin), che dichiarava Berlino Stato della Repubblica federale e le disposizioni della Costituzione superiori alle leggi di Stato di Berlino (art. 1, commi 2 e 3). Divenne legge solo il 1º settembre assieme alla condizioni imposte degli Alleati occidentali che di fatto sospendevano (letteralmente in tedesco: zurückgestellt) l'art.1 (divenuto pienamente valido il 3 ottobre 1990, il giorno della riunificazione tedesca) ma accettavano le disposizioni del Grundgesetz a seconda dei casi, ovvero quando necessario per evitare conflitti tra il Grundgesetz e la Costituzione di Berlino (Ovest). In questo modo le libertà civili e dei diritti personali (salvo il segreto delle telecomunicazioni), garantite dal Grundgesetz, furono valide anche a Berlino (Ovest).
Le leggi federali della Germania Ovest non si applicavano a Berlino Ovest, ma la Camera dei rappresentanti di Berlino (tedesco: Abgeordnetenhaus von Berlin) era solita votare ogni nuova legge federale senza partecipare al dibattito per mantenere lo status giuridico in linea con quello applicato nella Repubblica federale di Germania (pre-1990). L'ambiguo status giuridico di Berlino Ovest fece sì che i berlinesi occidentali non avessero il diritto di votare alle elezioni federali e di conseguenza venivano indirettamente rappresentati nel Bundestag a Bonn da 20 delegati senza diritto di voto scelti dalla Camera dei Rappresentanti della città. Allo stesso modo, il Senato inviava al Bundesrat quattro delegati senza diritto di voto.
Tuttavia, in quanto cittadini della Germania Ovest, i berlinesi dell'ovest potevano candidarsi alle elezioni, come ad esempio il cancelliere socialdemocratico Willy Brandt, che fu eletto attraverso la lista dei candidati del Partito Socialdemocratico di Germania (Sozialdemokratische Partei Deutschlands - SPD).
I cittadini di Berlino Ovest erano inoltre esentati dal servizio militare nell'Esercito della Germania Ovest, il che spinse molti giovani, soprattutto dalla fine degli anni sessanta, a prendere lì la loro residenza.
Gli alleati occidentali rimasero le autorità politiche a cui spettavano le decisioni finali. Tutta la legislazione del "Abgeordnetenhaus", quella locale e quella federale adottata, poteva essere applicata solo se confermata da parte dei tre comandanti in capo degli Alleati occidentali. Se approvavano un disegno di legge, questo veniva emanato come legge vigente di Berlino Ovest. Se i comandanti in capo lo respingevano non poteva diventare legge. Questo, per esempio, fu il caso delle leggi emanate dal Governo della Germania Federale sul servizio di leva.
Berlino Ovest era gestita dal sindaco governante di Berlino e dal Senato di Berlino che si riuniva al Municipio di Schöneberg. Il Sindaco e i senatori dovevano essere approvati dagli Alleati. La loro autorità derivava quindi delle forze di occupazione e non dal loro mandato elettorale.
I sovietici dichiararono unilateralmente l'occupazione di Berlino Est insieme al resto della Germania dell'Est. Questa mossa non fu tuttavia riconosciuta dagli alleati occidentali, che continuarono a vedere la città come territorio comune occupato non appartenente a nessuno dei due stati. Questo punto di vista fu sostenuto dalla pratica continua di pattugliamento effettuata dai soldati di tutti e quattro i paesi alleati in tutti e quattro i settori. Così poteva accadere che soldati occidentali alleati fossero di pattuglia a Berlino Est mentre soldati sovietici lo erano a Berlino Ovest.
Dopo la costruzione del muro, la Germania Est avrebbe voluto controllare le pattuglie occidentali all'ingresso e all'uscita da Berlino Est, una pratica che gli alleati occidentali consideravano inaccettabile. Il 22 ottobre 1961 si rischiò un incidente diplomatico che poteva avere tragiche conseguenze. L'automobile diretta a un teatro di Berlino Est su cui viaggiava E. Allan Lightner assieme alla moglie, il diplomatico statunitense di più alto grado a Berlino Ovest, venne fermata dalle guardie della DDR al checkpoint Charlie. I due si rifiutarono di mostrare i loro passaporti e furono costretti a tornare indietro. Episodi simili si ripeterono nei giorni successivi fino a quando Lucius D. Clay, il consigliere speciale del presidente John F. Kennedy a Berlino Ovest ordinò che i diplomatici americani che volevano entrare a Berlino Est venissero scortati da soldati americani su delle jeep. Dato che le guardie tedesche continuavano a rivendicare il loro diritto di controllare i funzionari stranieri che entravano a Berlino Est, Clay ordinò a dieci carri armati americani M48 di dirigersi verso il checkpoint Charlie, dove si fermarono a circa 75 metri dal confine. I russi decisero allora di inviare lo stesso numero di carri armati che si fermarono alla stessa distanza del confine, nella zona est. I carri rimasero per 16 ore a fronteggiarsi ad armi spiegate con il rischio che qualche soldato potesse sparare inavvertitamente un colpo e innescare una sparatoria e di conseguenza una guerra. Grazie ad un accordo tra le due superpotenze, verso le 11 di mattina iniziò il ritiro di tutti i carri armati e da allora gli alleati poterono andare liberamente a Berlino Est e lo stesso fecero i diplomatici e i soldati sovietici a Berlino Ovest, fino alla caduta del muro.
Le pattuglie continuarono a non essere controllate da entrambe le parti con il tacito accordo che gli alleati occidentali non avrebbero usato i loro privilegi di pattugliamento per aiutare i cittadini della DDR a fuggire in Occidente.
Berlino Ovest era de facto l'undicesimo Stato della Germania Federale, ed era raffigurata sulle mappe pubblicate in Occidente come una parte della Germania Ovest. C'era libertà di movimento (nei limiti consentiti dalla geografia) tra Berlino Ovest e la Germania Ovest. Non c'erano leggi sull'immigrazione diverse per Berlino Ovest, che rispettava tutte le regole in materia di immigrazione valide per la Germania Ovest. I visti di ingresso rilasciati ai visitatori venivano timbrati con la frase "valido per l'ingresso nella Repubblica federale di Germania inclusa Berlino (Ovest)".
I Paesi comunisti, tuttavia, non riconobbero Berlino Ovest come parte della Germania Ovest e di solito la identificavano come una “terza” giurisdizione tedesca, chiamata selbständige politische Einheit (entità politica indipendente). Nelle mappe di Berlino Est, Berlino Ovest spesso non appariva come una area urbana limitrofa, ma come un'area monocromatica, a volte indicata con lettere WB, o ricoperta da una legenda o da immagini. Era spesso etichettata come "Besonderes politisches Gebiet westberlin" (Berlino Ovest area politica speciale).
Berlino Ovest rimase una zona di occupazione militare fino al 3 ottobre 1990, giorno della riunificazione della Germania Ovest e Berlino Ovest con Berlino Est e la Germania Democratica. Il governo federale della Germania Ovest, così come i governi di molti paesi occidentali, consideravano Berlino Est una "entità separata" dalla Germania orientale.

## Cittadinanza
Mentre la Germania Est istituì nel 1967 una cittadinanza tedesco-orientale all'interno della sua seconda costituzione, una cittadinanza della Germania occidentale non esisteva. Al contrario, la Germania Ovest continuò a utilizzare la definizione (precedente la guerra) di cittadinanza tedesca per tutti i tedeschi o naturalizzati tedeschi in Germania Ovest, Germania Est o di qualsiasi parte di Berlino. Così, anche se Berlino Ovest non era unanimemente considerata facente parte della Repubblica federale, i suoi cittadini erano trattati come cittadini tedeschi occidentali da parte delle autorità della Germania federale, tranne che per i limiti imposti dalla natura giuridica di Berlino Ovest.
Questo significava che i berlinesi occidentali potevano aggirare alcune di queste limitazioni se avevano una seconda casa in Germania Ovest di proprietà. Per esempio, potevano votare alle elezioni del Bundestag e potevano essere arruolati nelle forze armate federali.

## Immigrazione
La Repubblica federale rilasciava passaporti tedeschi occidentali ai Berlinesi dell'Ovest, che indicavano Berlino Ovest come loro luogo di residenza. Tuttavia, a un berlinese occidentale non era permesso l'uso del passaporto per attraversare le frontiere della Germania dell'Est e gli era negato l'ingresso in tutti i paesi del blocco orientale dal momento che i governi di questi paesi erano del parere che la Germania Ovest non fosse autorizzata a rilasciare i titoli legali per Berlino Ovest. Tuttavia, i berlinesi occidentali che viaggiavano con un passaporto tedesco-occidentale indicante un secondo indirizzo nella Germania Ovest erano trattati come tedeschi occidentali da parte delle autorità della Germania dell'Est.
Non essendo uno Stato sovrano, Berlino Ovest non rilasciava passaporti. Ai berlinesi dell'ovest veniva rilasciata una carta d'identità ausiliaria (tedesco: Behelfsmäßiger Personalausweis) che era priva di tutti i simboli della Germania federale e non indicava la cittadinanza. Dall'11 giugno 1968, la Germania dell'Est rese obbligatorio per coloro i quali fossero transitati per Berlino Ovest e per la Germania federale un visto di transito (Transitvisum), rilasciato entrando Germania dell'Est, poiché secondo la loro nuova costituzione i tedeschi e i berlinesi occidentali erano considerati stranieri. Dal momento che le carte d'identità non avevano pagine per il timbro dei visti, il visto veniva apposto su fogli separati che venivano attaccati alle carte d'identità, che fino alla metà degli anni 1980, erano piccoli libretti. La tassa di 5 marchi tedeschi riscossa dalla Germania Est ai passeggeri in transito, poteva essere rimborsata dal governo federale.
I berlinesi dell'ovest usavano comunemente i passaporti della Germania occidentale per entrare nei paesi occidentali che richiedevano un visto, come gli Stati Uniti. Mentre per i paesi che non necessitavano di un visto per l'ingresso, tra cui la Svizzera, l'Austria, e molti membri dell'allora Comunità economica europea, potevano utilizzare le carte di identità. Di tanto in tanto, la Germania Est, in modo selettivo, bandiva i viaggiatori stranieri. Dal 13 aprile 1968, i ministri e i funzionari di punta del governo federale si videro negare il transito fino a nuovo avviso. Nel gennaio 1970 la Repubblica Democratica interruppe più volte il transito, a causa di riunioni di commissioni parlamentari tenutesi a Berlino Ovest organizzate dal Bundestag, che, secondo le autorità della Germania orientale, non ne avrebbe avuto il titolo per organizzarle visto che la città non faceva parte della Repubblica Federale.

## Convenzioni di denominazione
La maggior parte dei paesi occidentali chiamavano l'insieme dei settori occidentali "Berlino", a meno che non fossero necessarie ulteriori distinzioni. Il governo federale chiamava ufficialmente la città Berlino (Ovest), mentre il governo della Germania Est utilizzava comunemente la denominazione Westberlin. Quest'ultimo cominciò ad utilizzare il termine "Berlino (Ovest)" solo nel tardo 1980.
A partire dal 31 maggio 1961, Berlino Est fu chiamata ufficialmente dal governo democratico Berlino, capitale della Repubblica Democratica Tedesca (Berlin, Hauptstadt der DDR), in sostituzione dei termini utilizzati in precedenza Berlino Democratica, o semplicemente Berlino, mentre fu chiamata Berlin (Ost) da parte del governo federale. Altri nomi usati dai media tedeschi furono Ost Berlin, Ostberlin, o Ostsektor. L'uso dei nomi delle due Berlino comunemente indicava le inclinazioni politiche delle persone, dei governi, o dei media che le utilizzavano.

## Periodo successivo alla costruzione del Muro

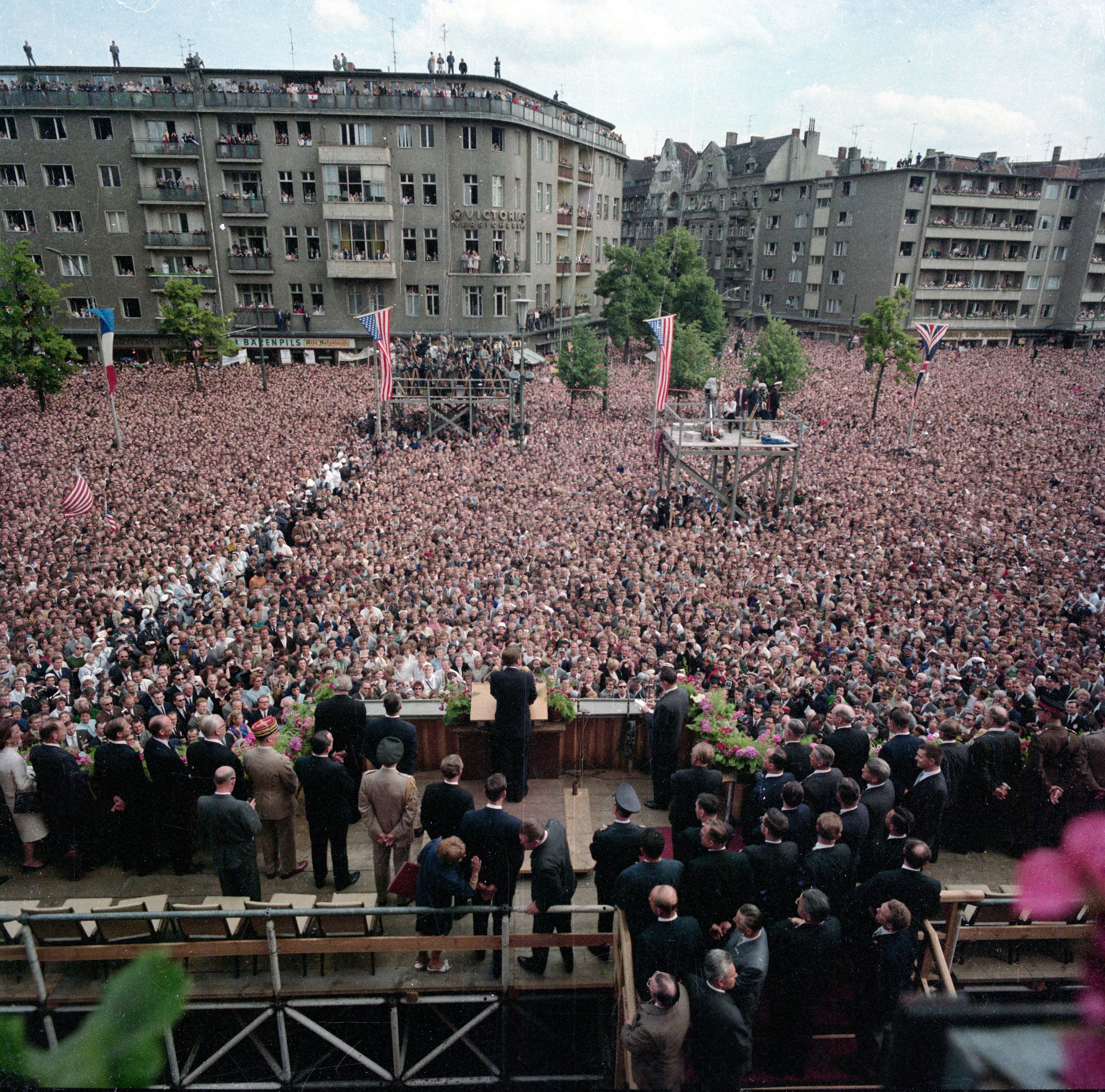
Discorso di Kennedy

Il 26 giugno 1963, il presidente statunitense John F. Kennedy visitò Berlino Ovest e tenne un discorso pubblico a Rudolf-Wilde-Platz (oggi chiamata John-F.-Kennedy-Platz). Il discorso divenne noto per la sua famosa frase Ich bin ein Berliner (trad. "Io sono un berlinese").
L'accordo del settembre 1971 denominato ”Four Power Agreement on Berlin” e l'accordo di maggio 1972 (“Transit Agreement”) contribuirono in modo significativo all'alleggerimento delle tensioni sullo status di Berlino Ovest. Anche se molte restrizioni rimasero in vigore, i due accordi resero più facile viaggiare in Germania Est per i berlinesi dell'ovest e semplificarono le norme per i tedeschi che viaggiavano lungo le vie di transito.
Il 12 giugno 1987 il presidente statunitense Ronald Reagan tenne un celebre discorso alla Porta di Brandeburgo, sfidando l′allora premier sovietico Michail Gorbačëv ad abbattere il Muro di Berlino (Tear down this wall!).
Il 9 novembre 1989 il Muro fu aperto, e le due parti della città furono ancora una volta fisicamente, anche se non ancora legalmente, unite. Il trattato denominato "Two Plus Four Treaty", firmato dai due Stati tedeschi e i quattro alleati aprì la strada per la riunificazione tedesca e la fine dell'occupazione occidentale di Berlino Ovest. Il 3 ottobre 1990, Berlino Ovest e Berlino Est furono riunite nella città di Berlino e cessarono formalmente di esistere. La nuova città di Berlino aderì alla Repubblica federale come Stato.

## Enclavi
La linea di confine di Berlino Ovest coincideva con il confine comunale di Berlino, come definito nella legge istitutiva della Grande Berlino (Groß-Berlin-Gesetz) del 1920, modificata nel 1938, e il confine tra il settore sovietico e i settori francese, britannico e statunitense, seguiva i confini dei distretti urbani come definiti negli stessi anni. Un'altra modifica si aggiunse nel 1945 al confine tra il settore britannico di Berlino e della zona sovietica grazie alla quale l'aeroporto di Berlino-Gatow divenne britannico e l'aeroporto di Berlino-Staaken divenne sovietico. La linea di confine risultante da tutti questi cambiamenti fu complicata da alcune stranezze geografiche, tra cui una serie di exclavi che la Grande Berlino aveva all'interno di alcuni comuni limitrofi dal 1920, tutti entrati a far parte del settore britannico o statunitense dopo il 1945. In questo modo porzioni di Berlino Ovest si trovarono dapprima all'interno della zona di occupazione sovietica e poi, dal 1949, all'interno della DDR.
Inoltre lo scambio Gatow / Staaken nell'agosto del 1945 riguardò anche la parte occidentale di Berlino-Staaken, che si trovava alla periferia occidentale della città, che diventò occupata di diritto dai sovietici. L'amministrazione inizialmente rimase di competenza del Comune di Spandau nel settore britannico e per questo, tutti gli abitanti di Staaken poterono votare per le elezioni di Berlino Ovest nel 1948 e nel 1950. Il 1º febbraio 1951 la Volkspolizei dell'Est sorprese gli abitanti occupandola e pose fine all'amministrazione del Comune di Spandau. In questo modo West Staaken divenne un'exclave di Berlin-Mitte nel centro della città. Il 1º giugno 1952, l'amministrazione fu trasferita a Falkensee nella vicina Germania orientale. Il 3 ottobre 1990, il giorno della riunificazione tedesca, West Staaken fu reintegrata nella città unita.

## Trasporti e permessi di viaggio
I Berlinesi occidentali hanno sempre avuto la possibilità di viaggiare in Germania Ovest e in tutti gli stati occidentali e i paesi non allineati, eccetto durante il blocco di Berlino da parte dell'Unione Sovietica (dal 24 giugno 1948 al 12 maggio 1949), a causa delle restrizioni al numero di passeggeri sugli aerei imposte dal ponte aereo. Viaggiare da e per Berlino Ovest in auto o in treno richiedeva sempre il passaggio attraverso i controlli alle frontiere della Germania dell'Est, dato che Berlino Ovest era un'enclave circondata da Germania Est e Berlino est.

### Collegamenti stradali
Per i viaggi che attraversavano la Germania Est in auto o in treno, i cittadini della Germania Ovest e degli altri paesi occidentali dovevano mostrare ai controlli delle frontiere tedesche dell'Est un passaporto valido. I berlinesi dell'ovest potevano superare i controlli solo attraverso le loro carte di identità (vedi sopra). Per i viaggi diretti in Danimarca, Germania Ovest, o Svezia tramite vie di transito dedicate (tedesco: Transitstrecke), le guardie di frontiera tedesche dell'Est rilasciavano un visto di transito per una tassa di 5 Marchi occidentali. Per i viaggi diretti in Polonia o Cecoslovacchia attraverso la Germania Est, ad ogni viaggiatore era anche richiesto di presentare un visto valido per il paese di destinazione.
Le vie di transito per i viaggi stradali che collegavano Berlino Ovest verso altre destinazioni di solito consistevano in autostrade o superstrade segnalate da appositi cartelli stradali. Ai viaggiatori in transito (tedesco: Transitreisende) era proibito lasciare le vie di transito, e posti di blocco del traffico verificavano saltuariamente che non ci fossero trasgressori.
Esistevano quattro vie di transito tra Berlino Ovest e la Germania Ovest:
- La prima tra l'Heerstraße di Berlino Ovest e l'occidentale Lauenburg con il punto di controllo della Germania Est a Dallgow fino al 1951, poi sostituito da Staaken per le destinazioni verso Germania settentrionale (in origine tramite la strada F5) e il controllo alla frontiera a Horst (parte dell'attuale Nostdorf). Fu sostituita il 20 novembre 1982 dal nuovo attraversamento autostradale a Zarrentin (E) / Gudow (O). [ 6 ] Il 1º gennaio 1988 su questa strada per Berlino Ovest fu aperto il nuovo punto di controllo di Stolpe. Oggi fa parte della odierna Hohen Neuendorf (E) / Berlin - Heiligensee (O).
- La seconda portava in Germania occidentale e nordoccidentale, seguendo il percorso dell'attuale A2, che attraversava la frontiera interna tedesca a Marienborn (E) / Helmstedt (O). Era chiamata anche Checkpoint Alpha.
- La terza era diretta verso il sud-ovest della Germania, coincideva con le attuali A9 e A4 e attraversava la frontiera a Wartha (E) / Herleshausen (O).
- La quarta (attraverso l'attuale A9) era diretta verso la Germania meridionale e aveva come valichi di frontiera inizialmente a monte Juchhöh (E) / Töpen (O) e successivamente a Hirschberg sul Saale (E) / Rudolphstein (parte della odierna Berg in Alta Franconia) (O).

Gli ultimi tre itinerari utilizzavano autostrade costruite durante l'era nazista. Lasciavano Berlino Ovest al Checkpoint Dreilinden, noto anche come Checkpoint Bravo (O) / Potsdam - Drewitz (E). Le vie di transito verso la Polonia erano l'odierna A 11 a Nadrensee - Pomellen (DDR) / Kolbaskowo (Kolbitzow) (PL), verso est sull'odierna A 12 a Francoforte sull'Oder (DDR) / Słubice (PL), o verso sud-est attraverso le attuali A 13 e A 15 a Forst (Lausitz) (DDR) / Zasieki (Berge) (PL). Percorsi aggiuntivi portavano verso la Danimarca e Svezia in traghetto tra Warnemünde (DDR) e Gedser (DK) e in traghetto tra Sassnitz (DDR) e Rønne (DK) o Trelleborg (S). Le rotte verso la Cecoslovacchia erano via Schmilka (DDR) / Hřensko (Herrnskretschen) (CSSR) e via Fürstenau (una parte della odierna Geising) (DDR) / Cínovec (Cinvald / Böhmisch Zinnwald) (CSSR).
Le vie di transito erano anche utilizzate per il traffico interno della Germania Est. Questo significava che i passeggeri in transito potevano potenzialmente incontrare tedeschi e berlinesi dell'est nei ristoranti delle aree di sosta autostradali. Dal momento che tali incontri erano ritenuti illegali dal governo tedesco orientale, le guardie di frontiera calcolavano la durata di viaggio dal momento dell'ingresso a quello di uscita. Un tempo eccessivo poteva suscitare il loro sospetto dando origine a domande o ulteriori controlli. I pullman occidentali potevano fermarsi solo nelle aree di servizio dedicate, perché il governo della Germania Est era preoccupato che i tedeschi dell'Est potessero utilizzarli per fuggire in Occidente.
Il 1º settembre 1951 la Germania Est, a causa della carenza di valuta estera, iniziò a imporre pedaggi stradali alle auto che percorrevano le vie di transito. In un primo momento il pedaggio era pari a 10 marchi occidentali per le autovetture e da 10 a 50 per i camion, a seconda delle dimensioni. I marchi tedeschi orientali dovevano essere scambiati con i marchi occidentali alla pari. Il 30 marzo 1955, la Germania Est portò a 30 marchi il pedaggio per le autovetture, ma dopo le proteste della Germania occidentale, nel mese di giugno dello stesso anno tornò all'importo precedente. A seguito di un nuovo accordo tra Germania Est e Ovest, a partire dal 1º gennaio 1980, il governo federale versò una somma annua forfettaria (tedesco: Transitpauschale) di 50 milioni di marchi tedeschi occidentali al governo orientale, e i passeggeri in transito non dovettero più pagare il pedaggio singolarmente.

### Collegamenti ferroviari
Quattro collegamenti ferroviari di transito collegavano Berlino Ovest con Amburgo via Schwanheide (E) / Büchen (O) a Nord, con Hannover via Marienborn (E) / Helmstedt (O) ad Ovest, con Francoforte sul Meno via Gerstungen (E) / Hönebach (O) a sud-ovest, e con Norimberga via Probstzella (E) / Ludwigsstadt (O), a sud. I treni su queste tratte non effettuavano servizio passeggeri per cittadini della Germania Est e le fermate effettuate in Germania Est erano quasi solo per le guardie di frontiera della Germania dell'Est al momento entrata e in uscita del paese. Fino alla costruzione del muro di Berlino, i treni internazionali potevano effettuare soste all'interno della Germania dell'Est per i viaggiatori che avevano un visto per entrare o lasciare la Germania dell'Est. Per viaggiare in treno da Berlino Ovest alla Cecoslovacchia, Polonia o Danimarca e Svezia (con il traghetto) era necessario un visto per entrare a Berlino Est e in Germania Est per consentire il trasferimento su un treno internazionale che trasportava anche i passeggeri nazionali. Un collegamento ferroviario tra Berlino Ovest e Oebisfelde (E) / Wolfsburg (W) era riservato solo per i treni merci.
Nei mesi di luglio e agosto 1945, i tre alleati occidentali e l'Unione Sovietica decisero che le ferrovie, precedentemente servite dalla Deutsche Reichsbahn (DR) avrebbero continuato ad essere gestite da un'unica amministrazione ferroviaria al servizio di tutti e quattro i settori. Così Berlino Ovest non ebbe, con l'eccezione di un paio di piccole linee ferroviarie private, una gestione separata dell'attività ferroviaria. Inoltre fu mantenuto anche il funzionamento della rete di trasporto elettrico metropolitano S-Bahn.
Dopo la sua fondazione, la Germania Est ottenne la responsabilità delle ferrovie nel suo territorio. Queste mantennero il nome ufficiale Deutsche Reichsbahn (DR), e la responsabilità di quasi tutti i trasporti ferroviari in tutti e quattro i settori di Berlino. La polizia ferroviaria della Reichsbahn, controllata dalla DDR, era autorizzata a pattugliare i locali della stazione ferroviaria e delle altre proprietà ferroviarie in tutta la città inclusa Berlino Ovest.
Dopo il blocco di Berlino i treni di transito uscivano ed entravano a Berlino Ovest solo attraverso una linea che collegava la stazione ferroviaria di Berlino-Wannsee (O) a quella di Griebnitzsee (E). Tutti i treni di transito partivano o arrivavano a Berlino Est, passando per Berlino Ovest con una sola fermata alla stazione ferroviaria di Berlino Giardino Zoologico, che divenne la stazione centrale di Berlino Ovest.
Fino al 1952, la Reichsbahn permetteva anche fermate in altre stazioni lungo il percorso attraverso i settori occidentali. Dopo l'allentamento delle tensioni tra Est e Germania Ovest, a partire dal 30 maggio 1976, i treni di transito in direzione ovest, sud o sud-ovest, tornarono a fermarsi alla stazione di Wannsee. Per i treni di transito diretti a nord-ovest, una linea più corta fu riaperta il 26 settembre 1976 con una fermata supplementare alla stazione di Berlino-Spandau, in ingresso in Germania dell'Est a Staaken.

## Borgomastri-governatori di Berlino Ovest
| Borgomastro-governatore | Partito | Periodo                            | Note |
| ----------------------- | ------- | ---------------------------------- | --- |
| Ernst Reuter            | SPD     | 24 giugno 1947 - 29 settembre 1953 | |
| Walther Schreiber       | CDU     | 22 ottobre 1953 - 11 gennaio 1955  | |
| Otto Suhr               | SPD     | 11 gennaio 1955 - 30 agosto 1957   | |
| Willy Brandt            | SPD     | 3 ottobre 1957 - 1º dicembre 1966  | |
| Heinrich Albertz        | SPD     | 14 dicembre 1966 - 19 ottobre 1967 | Dimessosi a causa della morte dello studente ventiseienne Benno Ohnesorg, ucciso dalla polizia a Berlino Ovest durante le proteste studentesche. |
| Klaus Schütz            | SPD     | 2 maggio 1977 - 23 gennaio 1981    | Dimessosi a causa dello scandalo finanziario Garski.                                                                                             |
| Hans-Jochen Vogel       | SPD     | 29 gennaio - 11 giugno 1981        | Vice borgomastro-governatore f.f. fino alle elezioni locali.                                                                                     |
| Richard von Weizsäcker  | CDU     | 11 giugno 1981 - 9 febbraio 1984   | |
| Eberhard Diepgen        | CDU     | 9 febbraio 1984 - 16 marzo 1989    | |
| Walter Momper           | SPD     | 16 marzo 1989 - 24 gennaio 1991    | |

## Suddivisione amministrativa

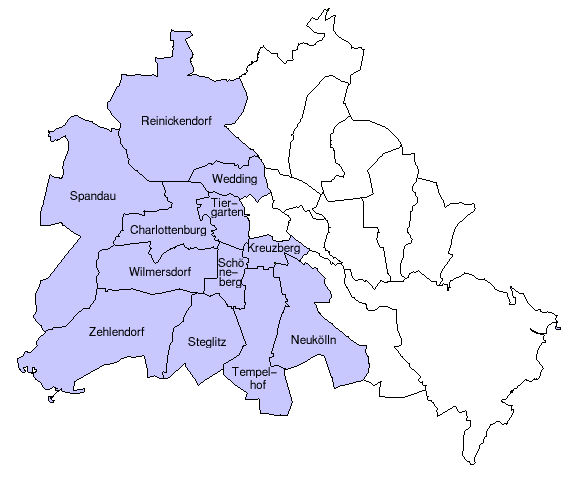
Distretti urbani (Stadtbezirk) di Berlino Ovest

Mappa di Berlino Ovest e di Berlino Est, valichi di frontiera, reti metropolitane (mappa interattiva)

Berlino ovest era composta da 12 distretti (Bezirk):
Nel settore statunitense:
- Kreuzberg
- Neukölln
- Schöneberg
- Steglitz
- Tempelhof
- Zehlendorf

Nel settore britannico:
- Charlottenburg
- Spandau
- Tiergarten
- Wilmersdorf

Nel settore francese:
- Reinickendorf
- Wedding